# Кампльон
Кампльон (ісп. Campllonch) — село в Іспанії, у складі автономної спільноти Каталонія, у провінції Жирона. Муніципалітет займає площу 8,46 км2, а населення в 2014 році становило 515 осіб.